# Kanton Ivry-sur-Seine-Est
Kanton Ivry-sur-Seine-Est (fr. Canton d'Ivry-sur-Seine-Est) je francouzský kanton v departementu Val-de-Marne v regionu Île-de-France. Tvoří ho pouze východní část města Ivry-sur-Seine.